# 風の中の火のように (KAI FIVEの曲)
「風の中の火のように」（かぜのなかのひのように）は1993年にリリースされた、KAI FIVEの3枚目のシングル。

## 概要
フジテレビ系ドラマ『並木家の人々』の主題歌。ドラマタイアップということもあり、チャート最高位8位、40万枚を超える久々のビッグヒットとなった。
本作からメンバーが3人に戻る。レコード会社をデビューから所属していた東芝EMI（現：EMIミュージック・ジャパン）からポニーキャニオンへ移籍。
KAI FIVEとして初のカラオケ・ヴァージョンを収録した。

## 収録曲
- 全作詞・作曲：甲斐よしひろ

1. 風の中の火のように
編曲：瀬尾一三
2. Fever
編曲：増田隆宣
3. 風の中の火のように（オリジナル・カラオケ）